# 아오자녠
아오자녠(敖嘉年, 오가년, 영문명 Pierre Ngo, 1976년 9월 26일 ~ )은 중화인민공화국 홍콩 특별행정구의 영화배우, 광고 모델, 텔레비전 연기자, 가수, 방송인이다.

## 주요 이력
홍콩에서 출생하였고 지난날 한때 중화인민공화국 광둥 성 산웨이 시 하이펑 현에서 잠시 유아기를 보낸 적이 있으며 태권도에 특기가 있는 그는 1993년 무협 광고 모델로 첫 데뷔하였으며 그 후 1998년 라디오 방송 디스크 자키로 데뷔하였고 2001년 텔레비전 드라마에서 연기자로 데뷔하였으며 2008년 가수로도 데뷔하였고 2009년 영화 《라핑 고의 변절(Laughing Gor之變節)》를 통하여 영화배우로 데뷔하였다.

## 출연 작품
- 엽문 2 - 양근 역
- 포포초가인